# Église Saint-Barnabé de Saint-Georges-des-Sept-Voies
L'église Saint-Barnabé est une église située à Saint-Georges-des-Sept-Voies, en France.

## Localisation
L'église est située dans le département français de Maine-et-Loire, sur la commune de Saint-Georges-des-Sept-Voies.

## Historique
L'édifice est classé au titre des monuments historiques en 1958 et inscrit en 1958.